# 제비뽑기
제비뽑기는 선별 방식 또는 추첨의 일종으로, 특정 단체가 그 그룹의 소속원 중 한 명을 골라 특정한 일을 수행하도록 하기 위해 사용된다.

## 과정
그룹의 지도자는 수많은 지푸라기(또는 그와 비슷한 긴 원통형 막대)를 취한 다음 이것들 중 하나가 물리적으로 다른 것들보다 짧은 상태임을 확인한다. 그 뒤 지도자는 모든 지푸라기들을 주먹으로 붙잡아서 모든 지푸라기들이 동일 길이로 보이게 만든다.
그룹 지도자는 주먹을 꽉 쥔 채로 그룹에게 지푸라기들을 제시한다. 그룹의 각 구성원은 그룹 지도자의 주먹으로부터 지푸라기 하나를 빼낸다. 구성원마다 지푸라기를 모두 가져가면 가장 짧은 지푸라기를 빼든 구성원이 작업을 수행해야 하는 사람이 된다.

## 정치

### 영국
영국에서 지역 또는 국가 선거에서 후보자들이 동일한 수의 투표를 받은 무승부 결과가 나온 경우 제비뽑기, 동전 던지기, 카드 꾸러미에서 높은 수의 카드 고르기 중 하나를 수행함으로써 승자를 결정할 수 있다.